# Christine Stix-Hackl

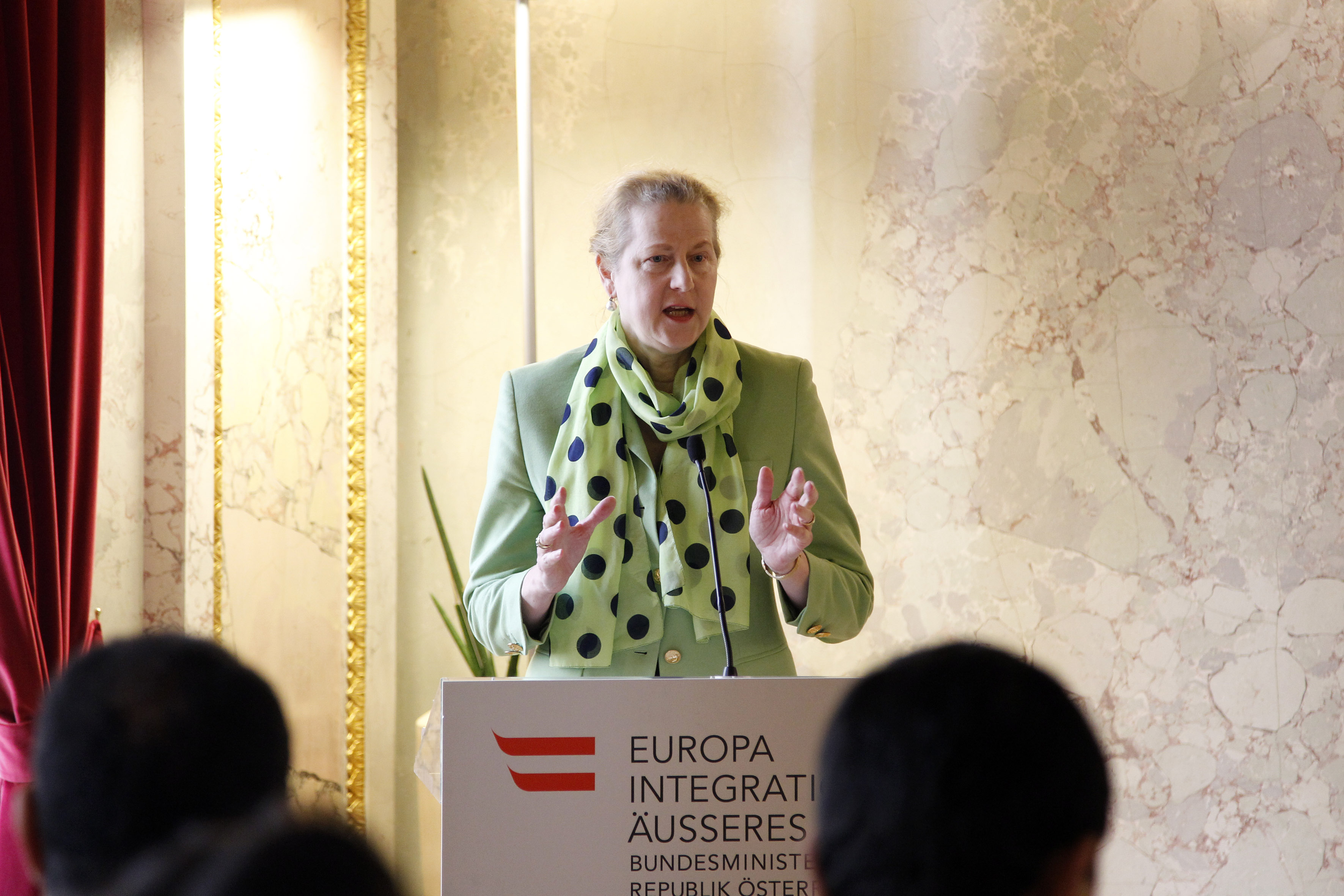
Christine Stix-Hackl (2015)

Christine Stix-Hackl (* November 1957 als Christine Hackl; † 24. Oktober 2018) war eine österreichische Juristin und Diplomatin. Von 2000 bis 2006 war sie Generalanwältin am Europäischen Gerichtshof, anschließend österreichische Botschafterin in Luxemburg und ab 2012 Ständige Vertreterin Österreichs bei den Vereinten Nationen in Wien.

## Leben
Christine Stix-Hackl studierte an der Universität Wien Rechtswissenschaften und Dolmetsch für Englisch und Italienisch. Das Studium schloss sie mit der Promotion zur Doktorin der Rechte ab. Am Collège d’Europe in Brügge absolvierte sie ein Postgraduales Studium in Europarecht.
1982 begann sie ihre Laufbahn im österreichischen Außenministerium und war unter anderem an der österreichischen Botschaft in Prag tätig. 1984 wurde sie EU-Expertin im Völkerrechtsbüro des Außenministeriums, ab 1989 war sie im Juristischen Dienst der EU-Kommission tätig. 1992 kehrte sie als Leiterin des EU-Rechtsdienstes im Völkerrechtsbüro ins Außenministerium zurück, wo sie unter anderem an den Verhandlungen zum EU-Beitritt Österreichs beteiligt war. Ab 1995 vertrat sie die Republik Österreich in Verfahren vor dem Europäischen Gerichtshof (EuGH).
2000 wurde sie österreichische Generalkonsulin in Zürich und auf Vorschlag der Bundesregierung Schüssel I und mit den Stimmen der Grünen und der SPÖ zur Generalanwältin am Europäischen Gerichtshof gewählt. Im Oktober 2005 wurde sie von den Richtern und Generalanwälten zur Ersten Generalanwältin gewählt. 2007 folgte sie Walter Hagg als österreichische Botschafterin in Luxemburg nach. 2012 kehrte sie nach Wien zurück; bis zu ihrem Tod war sie dort ständige Vertreterin Österreichs bei den Vereinten Nationen als Nachfolgerin von Helmut Böck.
Lehraufträge hatte sie unter anderem an der Wirtschaftsuniversität Wien, der Universität St. Gallen und der Universität Saarbrücken. Sie war Verfasserin mehrerer Bücher und von über 100 Einzelarbeiten, vorwiegend zum Thema Europarecht.
Christine Stix-Hackl war mit dem FPÖ-Politiker Rüdiger Stix verheiratet und Mutter einer Tochter.

## Auszeichnungen
- 2004: Großes Silbernes Ehrenzeichen für Verdienste um die Republik Österreich[4]

## Publikationen (Auswahl)
- 1991: EG-Almanach: Rahmenbedingungen für Geschäftsbeziehungen und andere wirtschaftliche Tätigkeiten, gemeinsam mit Erich Schweighofer, Signum-Verlag, Wien 1991, ISBN 978-3-85436-092-6
- 1996: Handbuch zum Verfahren vor dem Europäischen Gerichtshof, gemeinsam mit Waltraud Hakenberg, Nomos-Verlag, Baden-Baden 1996, ISBN 978-3-7890-4456-4